# Caulophyllum
Caulophyllum es un género con tres especies de plantas de la familia Berberidaceae.

## Taxonomía
El género fue descrito por  André Michaux y publicado en Flora Boreali-Americana 1: 204–205, pl. 21. 1803. La especie tipo es: Caulophyllum thalictroides.
Etimología
Caulophyllum: nombre genérico que deriva de las palabras griegas: caulo = "tallo" y phyllum = "hoja".

## Especies
- Caulophyllum giganteum
- Caulophyllum robustum
- Caulophyllum thalictroides